# P-120 Malakhit
El P-120 Malakhit (en ruso: П-120 «Малахит» malaquita; designación OTAN: SS-N-9 Siren, designación GRAU: 4K85) es un misil antibuque ruso utilizado por corbetas y submarinos. Fue introducido en 1972, permanece en servicio, pero ha sido reemplazado por el SS-N-22 Sunburn.

## Desarrollo
Los submarinos clase Echo requerían que el submarino pasara 30 minutos o más en la superficie cuando se disparaban sus misiles P-5 Pyatyorka (SS-N-3A Shaddock). Esto hacía que el submarino fuera muy vulnerable a un ataque enemigo, por lo que en 1963 los soviéticos comenzaron a trabajar en un nuevo misil que pudiera ser disparado mientras se estaba sumergido, y un submarino para llevarlo. Estos se convirtieron en el P-50 Malakhit y los submarinos clase Charlie. El P-50 fue reemplazado por el diseño P-120 durante el desarrollo.
Sin embargo, problemas en el desarrollo significó que las doce submarinos Charlie I fueran equipados con el misil de más corta distancia P-70 Ametist (SS-N-7 Starbright, una evolución del SS-N-2C Styx) como un recurso provisional antes de la introducción del P-120 Malakhit en el Charlie II. El misil P-120 más tarde se utilizó como base para el torpedo propulsado por cohete SS-N-14 Silex.

## Diseño
El buscador de banda L y un radioaltímetro diseñado originalmente para el Siren fueron utilizados en el Starbright mientras los soviéticos solucionaban los problemas en los motores del P-120. Cuando se dispara desde un submarino, el misil puede ser lanzado a una profundidad máxima de 50 metros.

## Historia operacional
El Siren entró en servicio con las corbetas de la Armada Soviética en 17 de marzo de 1972. Sería instalado en las corbetas clase Nanuchka y clase Tarantul. Se produjeron unos 500 misiles.
No fue hasta noviembre de 1977 que fue aceptado para su uso en los submarinos. El submarino Charlie-II transportaba ocho misiles (de los cuales dos por lo general llevaban ojivas nucleares) y fueron pensados como una alternativa barata para el único submarino clase Papa, que transportaba diez misiles. Todos actualmente han sido retirados del servicio.
Vio acción en 2008 en manos de la Flota del Mar Negro durante la acción de Abjasia, en donde fue utilizado con éxito contra las Fuerzas Navales Georgianas.